# Waldo Wolff
Waldo Ezequiel Wolff (Buenos Aires, 21 de septiembre de 1968) es un licenciado en administración de empresas y político  argentino de ascendencia judía. Desde 2015 hasta 2022 ocupó una banca como diputado nacional por la provincia de Buenos Aires por Cambiemos. Desde 2023 es Ministro de Seguridad de la Ciudad Autónoma de Buenos Aires designado por Jorge Macri.

## Biografía

### Comienzos
Wolff realizó sus estudios primarios en el Colegio Tarbut de la ciudad de Olivos, provincia de Buenos Aires. Luego realizó sus estudios secundarios en el colegio Nicolás Avellaneda de la misma ciudad.
En su juventud Waldo Wolff desarrolló una carrera como jugador de fútbol profesional, desempeñándose en la posición de arquero. Su carrera se desarrolló en los clubes Ituzaingó (1989-1990) y  en los que jugó 7 partidos en la tercera división. Sin embargo se destacó luego como muy buen arquero del Atlanta, También fue guardameta del Deportivo Italiano y del Maccabi Kiryat Gat israelí.
En la Universidad de Belgrano se graduó de la carrera de Administración de Empresas y como Martillero Público. Posteriormente hizo una Maestría en Negocios Internacionales en la Escuela Nacional de Puentes y Caminos, de la que le resta la tesis para graduarse.
Trabajó en el ámbito privado en La Buenos Aires Compañía de Seguros y en el Grupo Wolff, empresa familiar dedicada al negocio inmobiliario.  
Ha sido dirigente de la Sociedad Hebraica Argentina, vicepresidente y presidente de FACCMA y vicepresidente de la DAIA.

### Diputado nacional (2015-2022)
En 2015 fue elegido diputado nacional por la provincia de Buenos Aires por Cambiemos y reelecto en 2019. En la Cámara Baja integró las comisiones de: Fiscalización de órganos y seguridad Interior (ocupando la presidencia);Libertad de expresión (ocupando la presidencia);Comunicaciones e Informática; Seguridad Interior;Vivienda y Ordenamiento Urbano;Defensa Nacional; Relaciones Exteriores y Culto; Deportes; Vivienda y Prevención de adicciones y narcotráfico.
En agosto de 2017 fue designado Vicepresidente del ICJP (International Council Jewish Parliament), que lidera el Congreso Judío Mundial. Es también miembro del Congreso Judío Internacional. En las elecciones de 2019 fue reelegido en su banca en la Cámara de Diputados.
En 2018, luego de la explosión de Moreno a causa de una garrafa en mal estado, el diputado realizó declaraciones donde atribuyó el suceso a una mala gestión del gobierno anterior. En 2019 trató de "nazi" a la periodista Nancy Pazos por las críticas que ella había realizado al ministro de economía, Nicolás Dujovne, tratándolo de "rata".

## Publicaciones
- Asesinaron al fiscal Nisman. Yo fui testigo. 2018. ISBN 9789877784954. En colaboración con Delia Sisro.[12]